# Château des archevêques de Narbonne
Pour les articles homonymes, voir Château des Archevêques.
Le château des archevêques de Narbonne, dit également château de Capestang, est un édifice médiéval des XIVe et XVe siècles inscrit au titre des monuments historiques.
Il se situe sur la commune de Capestang, dans le département français de l'Hérault et la région Occitanie.

## Historique
Le château a été construit par les archevêques de Narbonne, peut-être entre 1347 et 1375 : il est mentionné en 1360. Il s'agissait probablement d'une maison forte défendue par une série d'arcs à mâchicoulis.
Par la suite, ont été rajoutés plusieurs bâtiments à usage agricole. Deux fenêtres gothiques éclairaient la pièce du premier étage ; elles pourraient remonter au milieu du XIVe siècle.

## Description
Dans l'enceinte médiévale se trouvent plusieurs corps de bâtiments.
C'est dans la grande salle du XIVe siècle que se trouvent le décor mural (1311-1341) et le plafond peint du XVe siècle (1436-1460).

## Protection
L'ensemble du château, avec les sols, les bâtiments et les vestiges à l'intérieur de son enceinte (K 1198 au cadastre) fait l’objet d’un classement au titre des monuments historiques depuis le 29 septembre 1995.

## Valorisation du patrimoine
En 2016, les peintures du plafond ont inspiré la création d'un album illustré bilingue et d'un spectacle son et lumière pour la ville de Capestang, par Christian Salès (groupe Oc) : La légende de l'étang de Capestang.

## Galerie
|  |  |  |
|  |  |  |
|  |  |  |

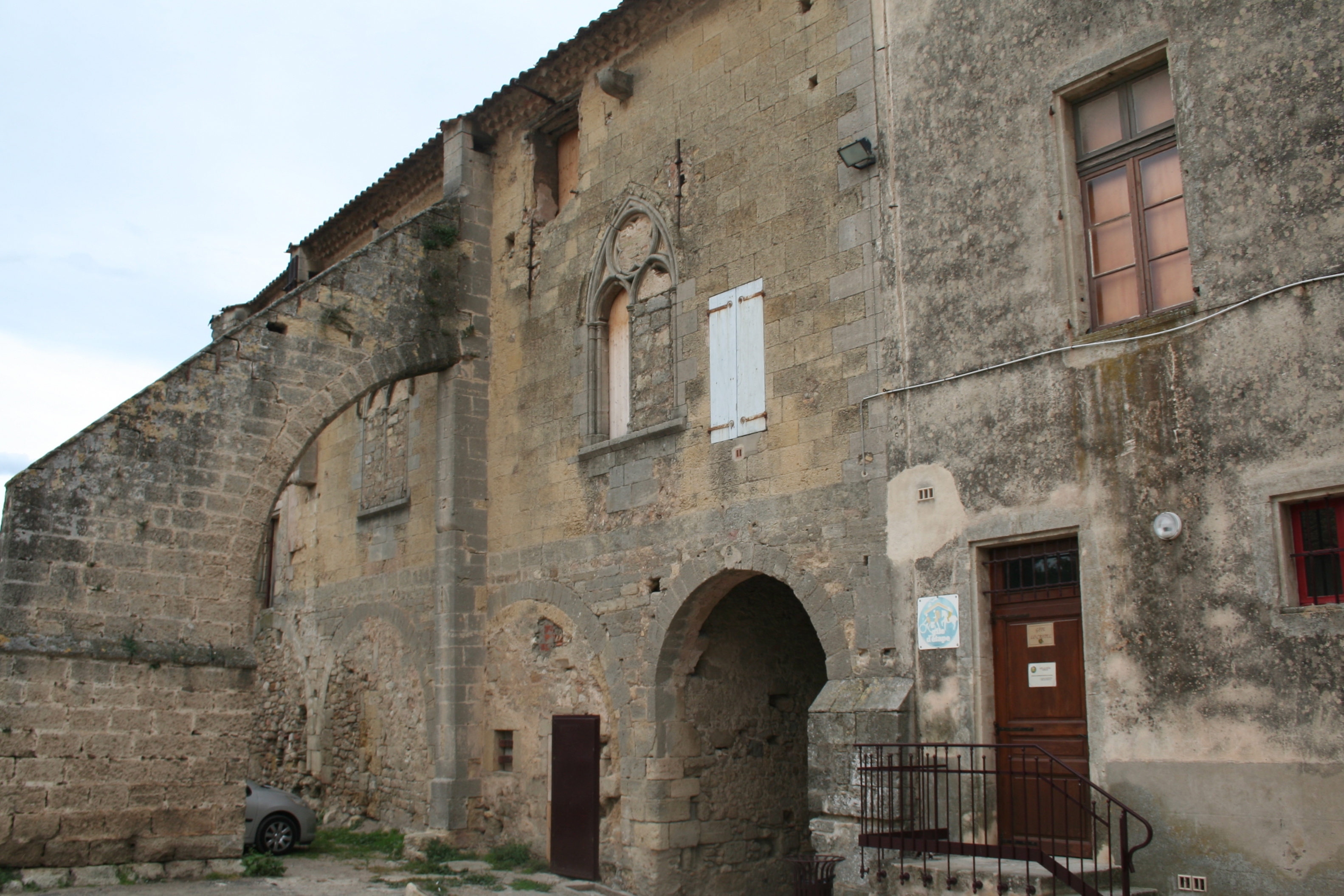
Façade interne.
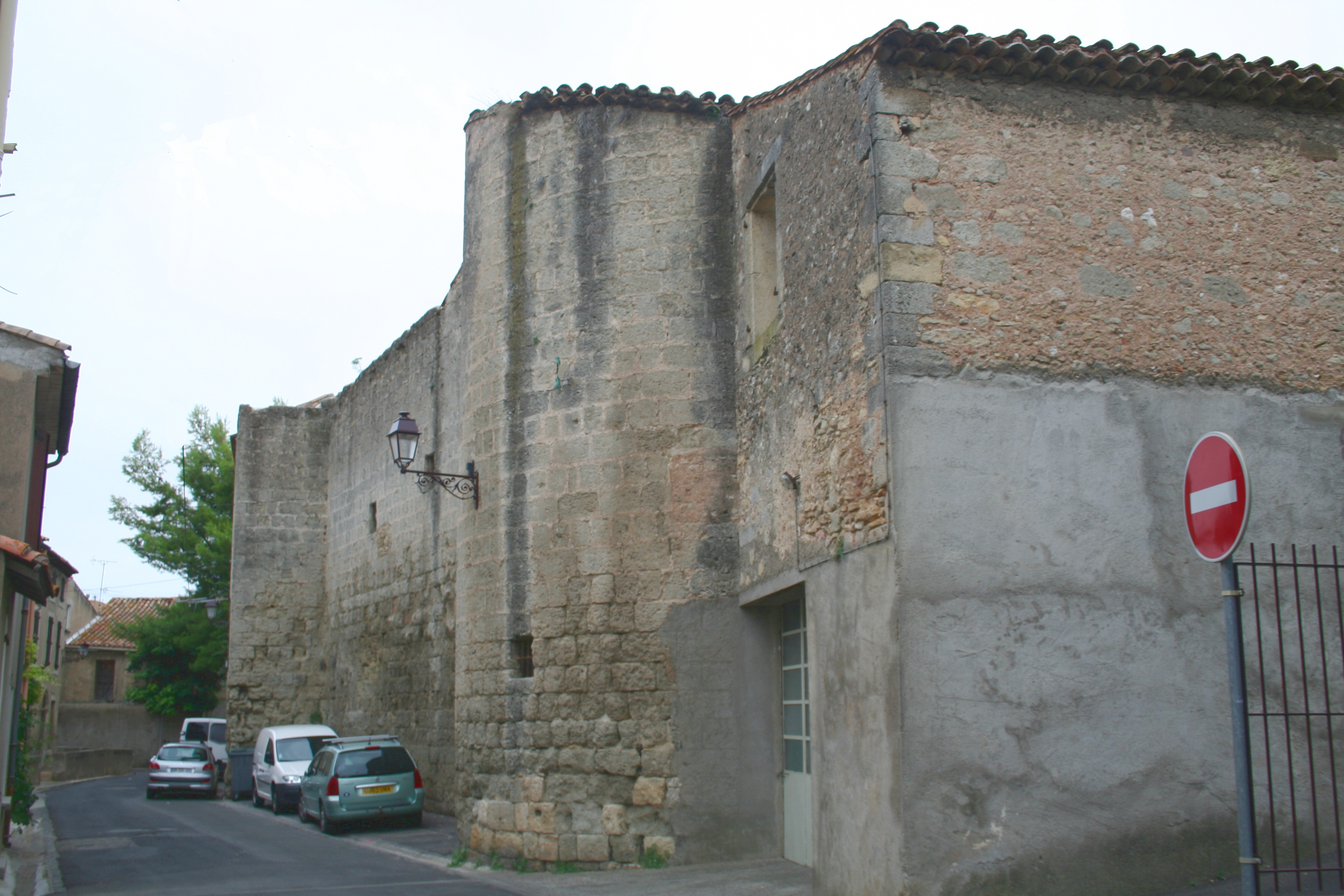
Mur arrière.